# Opus signinum
L'opus signinum és una mescla formada per calç, sorra i bocins de terrissa que, aplicada en paviments o recobriments de paret, els atorga propietats impermeables. Fou molt utilitzat en època romana, de vegades recobert de mosaics.